# Tonlös alveolopalatal frikativa
En Tonlös alveolopalatal frikativa är ett konsonant frikativt språkljud som i det Internationella fonetiska alfabetet betecknas [ɕ] (ett c med knorr).

## Egenskaper
Egenskaper hos den tonlösa alveolopalatala frikativan:
- Den är pulmonisk-egressiv, vilket betyder att den uttalas genom att lungorna trycker ut luft genom talapparaten.
- Den är tonlös, vilket betyder att stämläpparna är slappa under uttalet och inte genererar en ton.
- Den är alveolopalatal, vilket betyder att den uttalas genom att tungryggen trycks mot tandvallen.
- Den är frikativ, vilket betyder att luftflödet går genom en förträngning i talapparaten.

## Användning i språk
Den tonlösa alveolopalatala frikativan återfinns i bland annat svenskan som det vanligaste uttalet av tj-ljudet. I svenskan representeras det normalt av bokstavskombinationerna ⟨tj⟩, ⟨kj⟩ och ⟨k⟩ (t.ex. tjära, kjol och kedja). Det finns även i polskan och representeras i ortografin med ⟨ś⟩ och ⟨si⟩. Dessutom uppstår den i mandarin och japanska, och återfinns som en dialektal allofon av /ç/ i tyska.